# 熱情型男樂團
熱情型男樂團（英語：Hot Chelle Rae），前称奇迹药物（英語：Miracle Drug），是一支于2005年在美国纳什维尔成立的流行搖滾樂團。他们的首张录音室专辑《Lovesick Electric》于2009年10月27日发行。樂團在2011年发行多白金认证单曲《Tonight Tonight》后获得了广泛关注，另一首歌曲《I Like It Like That》则在美国《告示牌》百大單曲榜最高排第28名。2012年3月，樂團助阵泰勒·斯威夫特愛的告白世界巡迴演唱會的澳大利亚和新西兰场次。同年年中，樂團与黛咪·洛瓦托一起开展巡演。在10月到11月期间，樂團则开启了自己的我有我的調調世界巡回演唱会（Whatever World Tour），英国歌手雪兒·洛薇、澳大利亚樂團到暑五秒和新西兰男子团体Titanium助阵了他们的巡演。

## 樂團成员
现任成员
- 纳什·奥弗斯特里特（Nash Overstreet） –主音吉他、主唱、低音吉他、键盘、合成器（2005年–2014年；2019年至今）[6]
- 杰米·福勒塞（Jamie Follesé） – 鼓、打击乐（2008年–2014年；2019年至今）[7]

前成员
- 瑞安·福勒塞（Ryan Follesé） – 主唱、节奏吉他、低音吉他、键盘、钢琴（2005年–2014年；2019年–2023年）
- 伊恩·凯吉（Ian Keaggy） – 贝斯吉他、和声（2005年–2013年）[7]

## 作品列表

### 作为奇迹药物
- （约2005年）

### 作为熱情型男樂團

#### 专辑
- 《Lovesick Electric（英语：Lovesick Electric）》（2009年）
- 《我有我的調調（英语：Whatever (Hot Chelle Rae album)）》（2011年）

#### 迷你唱片
- （2014年）
- （2020年）

## 巡回演唱会
- 我有我的調調世界巡回演唱会（2012年）[8]